# 제11회 베를린 국제 영화제
제11회 베를린 국제 영화제의 시상식에 관한 내용이다.

## 수상 및 후보

### 황금곰상
- 밤 - 미켈란젤로 안토니오니 수상

### 은곰상
- 댓 조이어스 이브 - 폰스 라드메이커스 수상

### 은곰상:감독상
- 미라클 오브 말라키 - 벤하드 위키 수상

### 은곰상:여자연기자상
- 여자는 여자다 - 애너 카리나 수상

### 은곰상:남자연기자상
- 노 러브 포 자니 - 피터 핀치 수상

### 황금곰상:단편영화상
- 게지히트 본 더 스탠지? - 레이먼드 룰 수상

### 황금곰상:다큐멘터리상
- 디스크립션 오브 어 스트러글 - 크리스 마르케 수상

### 은곰상:단편영화상
- 클라인 글럭브링어 - 조시 마틴 수상

### 은곰상:특별언급
- 드림랜드 오브 디자이어 - 볼프강 뮬러-센 수상

### 은곰상:심사위원특별상
- 마부 - 강대진 수상